# Pointe aux Piments
Koordinaten: 20° 4′ S, 57° 31′ O

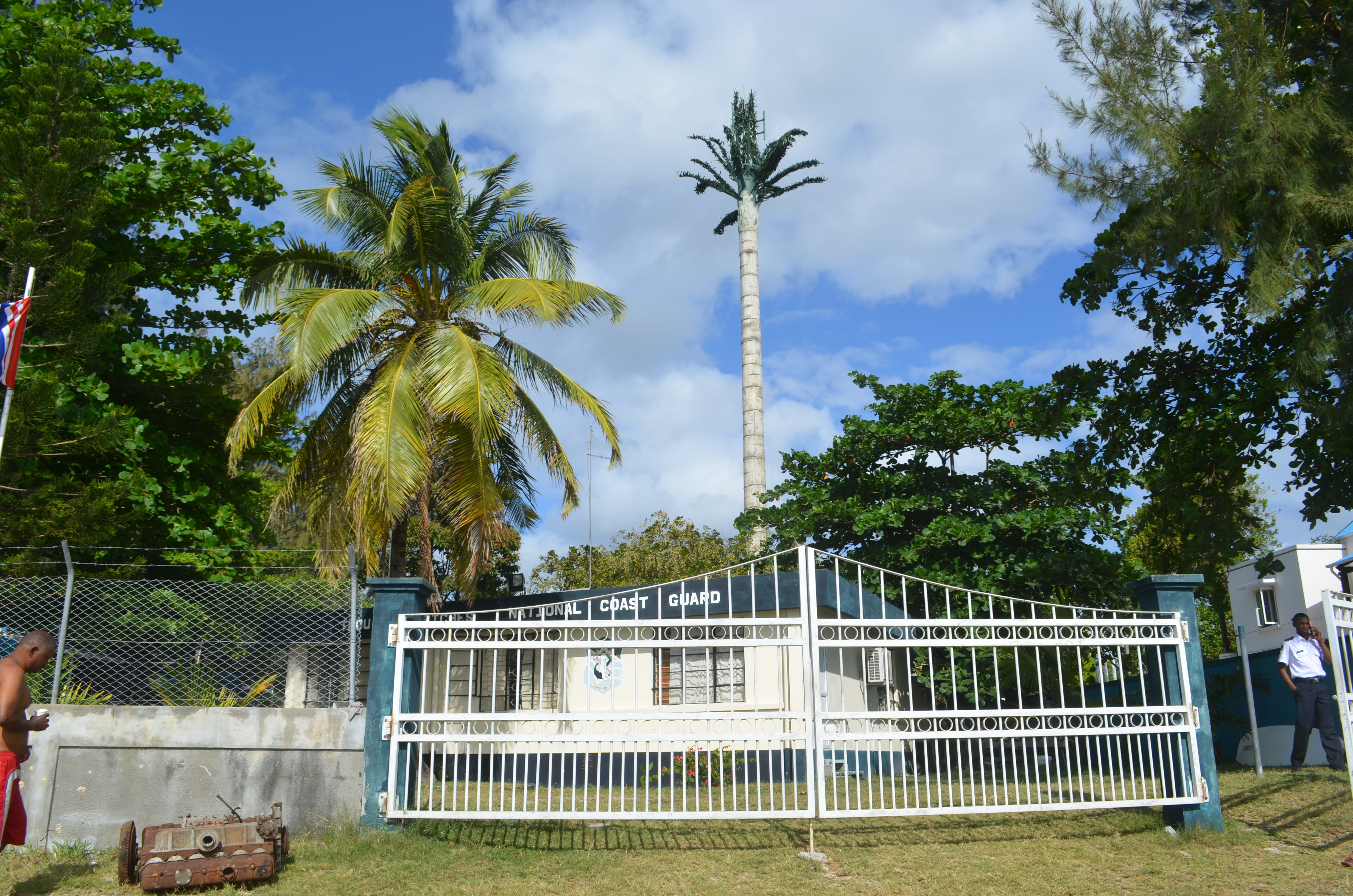
Gebäude der National Coast Guard in Trou aux Biches. In der Bildmitte ein typischer maurizianischer Sendemast für Mobilfunknetze – getarnt als Palme

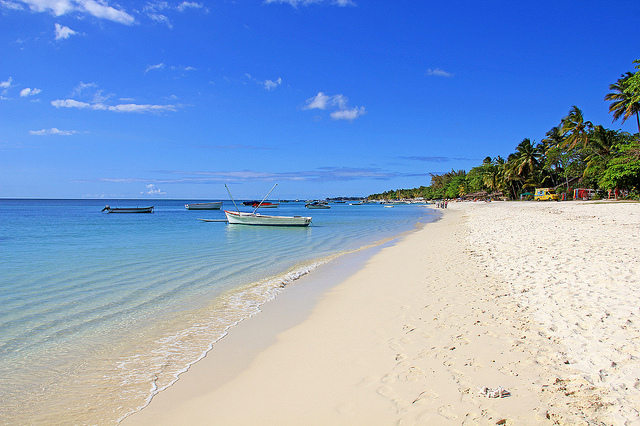
Strand bei Trou-aux-Biches

Pointe aux Piments ist eine Ortschaft („Village“) im Norden von Mauritius. Sie ist Teil des Distrikts Pamplemousses und gehört administrativ zur Village Council Area (VCA) Pointe aux Piments. Bei der Volkszählung 2011 hatte der Ort 9079 Einwohner. Zu dem Ort gehören die Ortsteile Camp Bestel, Pointe aux Biches und Trou-aux-Biches.

## Tourismus
Pointe aux Piments liegt an der Nordwestküste der Insel und ist ein Zentrum des Tourismus. Im Ort befindet sich das Mauritius Aquarium, das einzige Aquarium der Insel. Am Südende der Küste des Ortes befindet sich das (überwiegend im Nachbarort Balaclava gelegen) das Naturschutzgebiet Baie de l’Arsenal Marine National Park. Über die ganze Küstenlinie es Ortes finden sich touristisch genutzte Strände und touristische Infrastruktur und Hotels. Darunter befindet sich auch ein Hotel der Kette Le Méridien.

## Geschichte
Das Gelände des heutigen Ortes war ursprünglich Teil der Plantage Triolet. Hiervor spalteten sich im Laufe der Zeit Teilflächen ab und wurden als eigene Plantagen bewirtschaftet. Pointe aux Piments selbst war ein kleines Fischerdorf.
Am 4. April 1809 lief die Fregatte Iphigénie vor Pointe aux Biches auf (die gesamte Küste ist von einem Riff umgeben). Am 21. Februar 1821 ereignete sich in Pointe aux Biches ein Familiendrama, der auf der Insel großes Medienecho bewirkte: Ein M. Jasmin tötete seine Frau und seine zwei Kinder mit einem Schwert und brachte sich dann selbst um.

## Religion
Katholische Hauptkirche in Pointe-aux-Piments ist Saint-Jean-Marie-Vianney (Weihe 1930). Zur Pfarrei gehören noch die Eglise Saint-Jean-Marie-Vianney in Pointe-aux-Piments und die Chapelle Saint-Georges in Labourdonnais.
Die Pfarrkirche der Presbyterianische Kirche in Pointe-aux-Piments ist Saint-Pierre, also dem heiligen Petrus geweiht.
Religiöses Zentrum der Hindus ist der Maheswarnath Mandir-Tempel im benachbarten Triolet, etwa einen Kilometer von Pointe aux Biches entfernt.